# Telegonos
Telegonos – postać w mitologii greckiej. Był synem króla Itaki, Odyseusza i czarodziejki Kirke. Został mężem Penelopy.
W poszukiwaniu ojca udał się na Itakę. Nigdy nie poznał swego ojca, więc gdy go spotkał, nie wiedząc z kim ma do czynienia, zabił go w przypadkowej bójce kolcem płaszczki umocowanym na włóczni. W ten sposób sprawił, iż spełniła się przepowiednia wyroczni w Dodonie, która zapowiedziała, że Odyseusz zostanie zabity przez swego syna. Bracia przyrodni pojednali się i poślubili swe macochy – Telegonos pojął za żonę Penelopę, a Telemach został mężem Kirke. Pary zamieszkały na Wyspach Błogosławionych.
Telegonos został bohaterem eposu zatytułowanego Telegonia autorstwa Eugammona z Cyreny. Utwór powstał w VI wieku p.n.e. Nie jest on znany współcześnie, gdyż zaginął.